# Àlex Casanovas
Àlex Casanovas (Barcelona, 12 de març de 1964) és un actor català de teatre, cinema i televisió.

## Biografia
Va iniciar la seva activitat teatral al grup de teatre aficionat d'Alella. Professionalment, va debutar l'any 1985 amb el muntatge de la companyia de teatre infantil La Trepa Pum xiviricu. Destaca la seva participació en muntatges teatrals com El despertar de la primavera, Antígona, El misantrop, El banquet de Plató; El zoo de cristal, Pel davant i pel darrera o Un tranvía llamado deseo, obra amb la qual va ser guardonat amb el Premi Max 2012 al millor actor de repartiment, entre d'altres.
Va participar en El mercader de Venècia, de William Shakespeare, dirigida per Rafel Duran, al Teatre Nacional de Catalunya. Abans d'estrenar Bona gent (2013), anteriorment havia treballat a Dispara/Agafa tresor/Repeteix, de Mark Ravenhill, amb la direcció de Josep Maria Mestres, estrenat al Teatre Lliure. També va treballar en diverses produccions televisives, com El cor de la ciutat; Majoria absoluta; Temps de silenci; La memòria dels Cargols; Nissaga de poder; La vida en un xip; Glasnost o Vostè jutja. Pel que fa al cinema, una de les seves últimes interpretacions ha estat a Fènix 11·23, per la qual va estar nominat als Premis Gaudí de 2013, i a la pel·lícula històrica Barcelona 1714. També va participar en Susanna (1995), i Kika (1993), de Pedro Almodóvar.
Des del 2014, Àlex Casanovas presideix l'Associació d'Actors i Directors Professionals de Catalunya (AADPC), càrrec que va tornar a renovar el 2022. Dos anys més tard, durant el seu mandat, aquesta entitat va passar a denominar-se Associació de Professionals de la Interpretació i la Direcció de Catalunya per aglutinar més perfils professionals del sector.

## Obres

### Teatre
- 2022. Cartes d'amor, d'A.R Gurney. Direcció: Marc Rosich i Jordi Andújar.
- 2016. Caiguts del cel, de Sébastien Thiery. Dir. Sergi Belbel.
- 2013. Bona Gent, de David Lindsay-Abaire. Direcció: Daniel Veronese.
- 2005. Sóc el defecte, de Manuel de Pedrolo. Dir. Joan Maria Gual. Brossa Espai Escènic.
- 2005. Surabaya, de Marc Rosich. Dir. Sílvia Munt. Teatre Romea.
- 2003. Acosta't, de Patrick Marber. Dir Tamzing Thounsed.
- 2003. Pel davant i pel darrera, de Michael Frayn. Dir. Alexander Herold.
- 2002. Amb pedres a les butxaques, de Marie Jones. Dir. per Roger Peña.
- 1998. La reina de la bellesa de Leenane, de Martin Mc.Donag. Dir. Mario Gas.
- 1997. Un espíritu burlón, de Noël Coward. Dir. Manuel Angel Egea.
- 1997. Precisament avui, de Josep Maria Benet i Jornet. Dir. Ferran Madico.
- 1996. Dos en un balancí, de W. Gibson. Dir. Boris Rotenstein.
- 1994. Othel·lo, de W.Shakespeare. Dir. Mario Gas.
- 1994. El zoo de Cristal, de Tennessee Williams. Dir. Mario Gas.
- 1992. El temps i els Conway, de J.B Prietsley. Dir. Mario Gas. .
- 1990. Maria Estuard, de F. Schiller. Dir. Josep Montanyès.
- 1990. El banquet, de Plató. Dir. Iago Pericot.
- 1989. Lorenzàccio, Lorenzàccio, d'A. de Musset i Graells. Dir. Lluís Pasqual.
- 1989. El Misantrop, de Molière. Dir. J.M. Flotats.
- 1988. Lorenzàccio, d'Alfred de Musset. Dir. J.M.Flotats.
- 1987. Antígona, de Salvador Espriu. Dir. Joan Ollé.
- 1986. El despertar de la primavera, de Franz Wedekind. Dir. Josep Maria Flotats.

### Cinema
- Barcelona 1714 (Dir. Anna M. Bofarull, 2019)
- Fènix 11·23 (Dir. Joel Joan Juvé, 2012)
- Xtrems (Dir. Abel Folk i Joan Riedweg, 2009)
- Volando voy (Dir. Miguel Albadalejo, 2004)
- The City of No Limits (Dir. Antonio Hernández, 2001)
- The Other Side (Dir. Salvador García, 2000)
- Pels pèls (Dir Antoni Janés, 1998)
- Confidències (Dir. Josep Guirau, 1996)
- Susanna (Dir. Antonio Chavarrías, 1995)
- Assumpte intern (Dir. Carles Balagué, 1995)
- L'enfonsament del Titanic (Dir. Antonio Chavarrías, 1993)
- Ainsi soient-elles (Dir. Patrick Alessandrin, 1993)
- Kika (Dir. Pedro Almodóvar, 1993)
- Ni un pam de net (Dir. Raimon Masllorens, 1992)
- La febre d'or (Dir. Gonzalo Herralde, 1991)
- El llarg hivern (Dir. Jaime Camino, 1991)
- Chatarra (Dir. Félix Rotaeta, 1991)
- Manila (Dir. Antonio Chavarrías, 1990)

### Televisió
- El cor de la ciutat. (2000-2010)
- Majoria absoluta. Dir. Sònia Sànchez. TV3. 2003.
- Temps de silenci. Dir. Xavier Borrell. TV3. 2001.
- La memòria dels Cargols. Dir. Joan Lluís Bozzo. TV3. 1999.
- Pirata (TV-movie). Dir. Lluís Ma. Güell. TV3. 1998.
- Loco de atar. Dir. Lluís Ma. Güell. TVE. 1996.
- Estació d'enllaç. Dir. Sílvia Quer. TV3. 1996.
- Nissaga de poder. Dir. Sílvia Quer. TV3. 1996.
- Jo seré el seu gendre. Dir. Jordi Frades. TV3. 1992.
- Qui?. Dir. Pere Planella. TV3. 1990.
- La vida en un xip. Dir. Lluís Ma. Güell. TV3. 1990.
- Glasnost. Dir. Lulú Martorell. TVE .1989.
- La claror Daurada. Dir. Antoni Chic. TVE. 1989.
- Vostè jutja. Dir. Esteve Durán. TV3.1988.
- Una historia particular. Dir. J.M. Benet i Jornet. TVE .1987.
- Los favoritos de Midas. Dir. Mateo Gil. Netflix. 2020

## Guardons
Premis
- 2013: Premi Max al millor actor de repartiment per Un tramvia anomenat Desig[6]

Nominacions
- 2013: Gaudí al millor actor per Fènix 11·23